# The Ladies’ Fort
The Ladies’ Fort war ein New Yorker Veranstaltungsort für Jazzmusik, der in den 1970er-Jahren in der Lower East Side bestand.

## Geschichte
Der Veranstaltungsort The Ladies’ Fort, 1973 gegründet und betrieben von Joe Lee Wilson, befand sich im Basement eines Lofts in NoHo-Viertel (2 Bond Street), in unmittelbarer Nähe des damaligen Jazzclubs The Tin Palace (Bowery/Ecke Second Street) und des Studio Rivbea (24 Bond Street). Das Ladies' Fort hatte auch ein spezielles Programm Jazz at Dawn, das von 6 bis 10 Uhr vormittags stattfand.
Im Ladies’ Fort traten in den Jahren seines Bestehens Jazzmusiker wie Dakota Staton, Eddie Jefferson, das New Frontier Ensemble, Ryō Kawasaki, Charles Davis, Bennie Wallace, Tommy Turrentine, Jemeel Moondoc, Phil Lasley, Monty Waters, Ray Anderson, Hamiet Bluiett, David Murray, Jimmy Wormworth. und Andrew White auf. 1979 schloss der Club.
Nah Ansicht der New York Times galt The Ladies’ Fort als „einer der bemerkenswertesten der Musiker-betriebenen Do it yourself Spielstätten in Lower Manhattan, allgemein als Jazz Lofts bekannt, die als Vorzeigeprojekte und Workshops für eher experimentelle Spielarten des Jazz in einer Zeit galten, als Musiker kaum Auftrittsmöglichkeiten fanden und Nachtclubs ihre Tore schlossen.“ In dem Club entstanden auch mehrere Konzertmitschnitte.

## Diskographische Hinweise
- Andrew White: Live in New York at The Ladies Fort (Andrew's Music 1977)
- David Murray: Flowers for Albert (India Navigation, 1976), mit Fred Hopkins, Phillip Wilson, Olu Dara
- Hamiet Bluiett: Endangered Species (India Navigation, 1976), mit Olu Dara, Jumma Santos, Juni Booth, Phillip Wilson